# روز خشم: روایتی داستانی از زندگی حجر بن عدی
روز خشم: روایتی داستانی از زندگی حجر بن عدی کتابی از سینا علوی است که در سال ۱۳۸۱ منتشر و در مراسم کتاب سال جمهوری اسلامی ایران به‌عنوان کتاب برگزیده معرفی شد.